# Eduard Schmitz (Kaufmann)
Eduard Schmitz (* 4. Mai 1897 in Le Havre; † 23. Juni 1956 in Zürich) war ein deutscher Kaufmann und Kulturförderer.

## Biografie
Schmitz war der Sohn eines Schweizers. Aufgewachsen in Le Havre zog die Familie 1903 nach Dresden um und pflegte dort zahlreiche Kontakte zu Künstlern und Literaten. Schmitz absolvierte eine Banklehre. Seit 1920 war er als Wollkaufmann in Bremen tätig. Er kümmerte sich auf Grund seiner künstlerischen Neigungen auch um diesen Bereich. 1933 erwarb er die deutsche Staatsangehörigkeit. Seine Bedeutung im Baumwollhandel nahm zu. Von 1936 bis 1941 war er schließlich Vorstandsmitglied der Vereinigung des Baumwollgroßhandels und seit 1943 der Bremer Baumwollbörse. 1939 wurde er Mitglied des Vorstandes und bald Vorsitzender der Philharmonischen Gesellschaft in Bremen. Durch sein Verhandlungsgeschick verhinderte er in der Zeit des Nationalsozialismus die Auflösung der Gesellschaft. Aus politischen Gründen internierten ihn 1945/46 die Amerikaner in Darmstadt. 1949 wählte ihn die Philharmonischen Gesellschaft wieder zum Vorsitzenden. Beim Wiederaufbau seiner Firma nach dem Krieg gelang es ihm nicht, die Schwierigkeiten zu überwinden. 1952 versuchte er in der Schweiz einen beruflichen Neuanfang.